# Bruno Steegen
Bruno Steegen, né le 12 juin 1966 à Hasselt est un homme politique belge flamand, membre du OpenVLD.
Il est licencié en droit.

## Fonctions politiques
- Ancien échevin de Bilzen
- Conseiller communal de Bilzen
- Député fédéral du 21 décembre 2007 au 30 décembre 2008